# Oedicladium praenitens
Oedicladium praenitens là một loài Rêu trong họ Myuriaceae. Loài này được (Dixon) Z. Iwats. miêu tả khoa học đầu tiên năm 1979.